# شبهان شوك المسيح

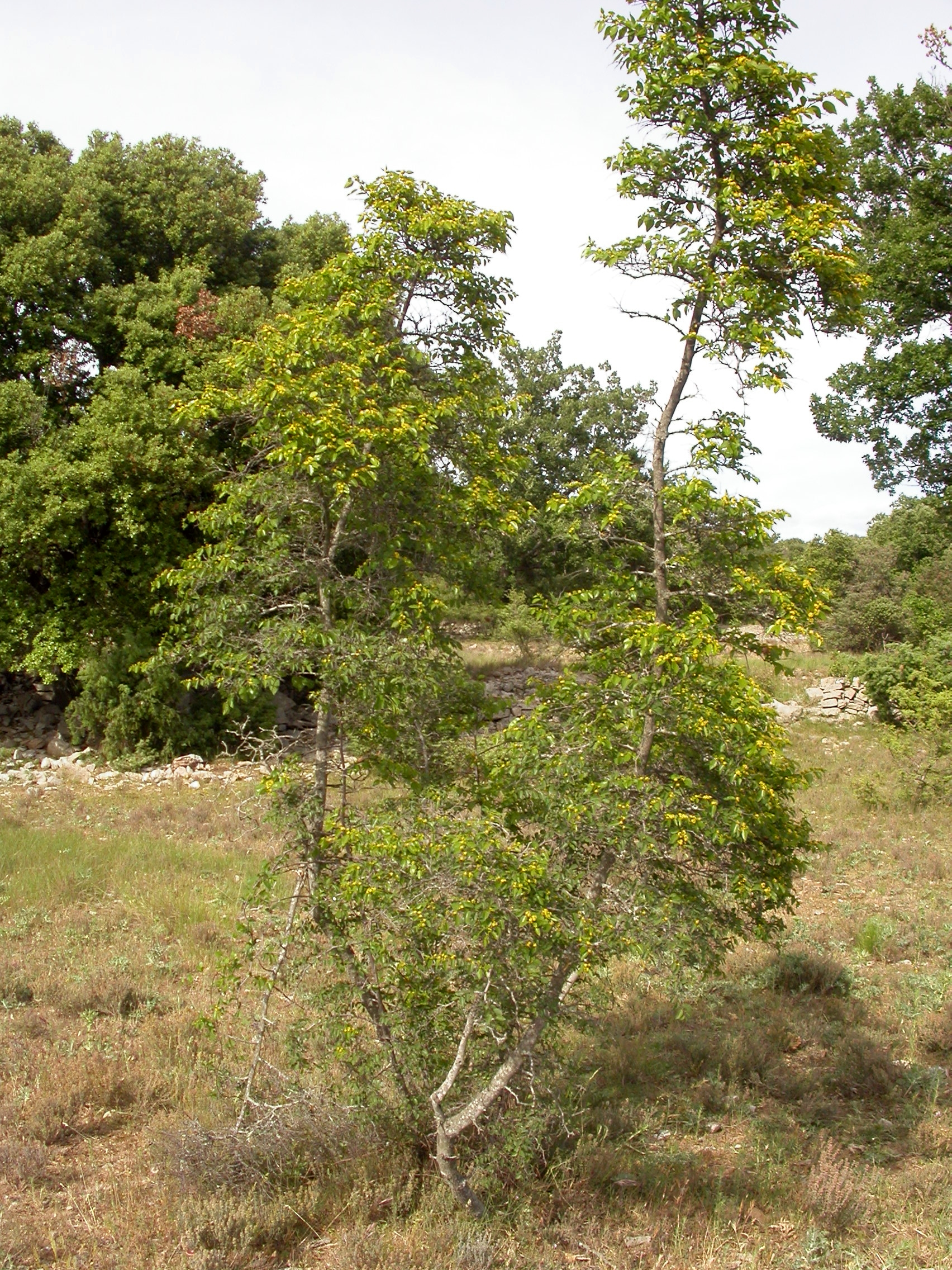
شجيرة شبهان شوك المسيح

شبهان شوك المسيح (باللاتينية: Paliurus spina-christi) نوع نباتي شجري يتبع جنس الشبهان من الفصيلة النبقية. هي شجرة كبيرة مشوكة بسبب تحول أذيناتها إلى أشواك. ولحم الثمرة رقيق متوسط الحلاوة، والبذور كبيرة نوعًا ما. تزرع بمصر وخاصة الصعيد.